# Best Thing I Never Had
"Best Thing I Never Had" é uma canção da cantora americana Beyoncé retirada de seu quarto álbum de estúdio, 4 (2011). Ela foi lançada pela Columbia Records no dia 1 de junho de 2011, como o segundo single do álbum. A canção foi composta por Patrick "J. Que" Smith, Kenneth "Babyface" Edmonds, Symbolyc One, Caleb McCambell, Atonio Dixon, Beyoncé Knowles e Shea Taylor. A gravação e produção da música aconteceu na "MSR Studio" e "KMA Studio" em Nova Iorque. Como afirma Smith, "Best Thing I Never Had", não era originalmente uma balada, ela foi inspirada pela bateria de Doug E. Fresh na canção "The Show".
Sendo uma canção de R&B/Pop , "Best Thing I Never Had" tem letras sobre vingança e karma. Não querendo acabar com o coração partido, a protagonista feminina relata que ela se sente feliz por ter se separado de seu interesse amoroso, que não reconhecia o potencial de levar uma vida feliz ao lado dela. A canção recebeu críticas geralmente positivas, vários críticos de música salientou que a sua temática e estilo se assemelha a outra canção de Beyoncé, "Irreplaceable" (2006). Os vocais de Beyoncé e a letra da canção também foram elogiados.
"Best Thing I Never Had" atingiu um pico de número 16 no gráfico americano Billboard Hot 100 e atingiu um pico no número quatro no Hot R&B/Hip-Hop Songs. O single alcançou a posição número três no UK Singles Chart antes de seu lançamento oficial no país, também alcançou o número dois no Irish Singles Chart e no Polish Airplay Chart. Em outros lugares, a canção alcançou o número um na South Korea Gaon International Chart , e UK R&B Chart, e no EUA Hot Dance Club Play. O single atingiu o pico em geral dentro do top 30 em outros territórios europeus. Ele recebeu uma certificação de platina pela ARIA, e uma certificação de ouro pela RIANZ da Nova Zelândia e RIAA dos Estados Unidos.
O videoclipe para o single foi dirigido por Diane Martel. No vídeo, Beyoncé é vista se preparando para seu casamento. Ela lembra que seu  ex-amor nunca lhe deu a atenção que ela merecia. Os críticos geralmente elogiou Beyoncé como olhar deslumbrante na suíte nupcial e elogiou sua habilidade para cantar diretamente para a câmera, afirmando que o tema da canção foi o melhor que ela já teve. "Best Thing I Never Had" foi promovido por várias performances ao vivo, como no Festival de Glastonbury 2011, na série televisiva The View e a canção também fez parte da lista de canções de seu show intimista 4 Intimate Nights with Beyoncé, entre outras performances. A canção recebeu indicação na categoria Record of the Year no Soul Train Music Awards de 2011, e na categoria Outstanding Song no NAACP Image Awards de 2012.

## Antecedentes e lançamento
"Best Thing I Never Had" foi escrito por Beyoncé Knowles com Kenneth Edmonds Patrick "J. Que" Smith, Antonio Dixon, Shea Taylor, Larry Griffin, Jr. , Caleb McCampbell. Foi produzido por Symbolyc One, Beyoncé, Babyface, Dixon, Taylor, e Caleb. Uma festa privada para ouvir album 4 foi realizada em 12 de maio de 2011. Beyoncé ofereceu para um seleto grupo de fãs uma prévia de cinco canções de seu quarto álbum de estúdio, bem como o videoclipe oficial do single "Run the World (Girls)". Nessa ocasião, "Best Thing I Never Had" foi uma dentre as cinco músicas visualizadas. No dia 1 de maio de 2011, uma canção intitulada "End of Time" vazou numa versão demo, enquanto a demonstração completa da canção, com Beyoncé professando seu amor eterno ao seu interesse amoroso, vazou na internet em 20 de maio de 2011, com uma marca d'água com a tag "apenas uso interno". Vários sites, incluindo o MTV News começou a reportar que a canção poderia servir como um potencial seguimento do primeiro single, "Run the World (Girls)". No entanto, essas especulações foram logo desmentidas com o lançamento de "1+1", single promocional exclusivamente nos Estados Unidos, em 25 de maio de 2011. No início de Junho de 2011, a Columbia Records informou que "1+1" não seria o segundo single do 4, contudo, ela seria enviado para airplay, favorecendo o lançamento de "Best Thing I Never Had" como o segundo single do 4, depois de "Run the World (Girls)".
Em 27 de maio de 2011, a estação de rádio "Kiss FM 96,1" de Pittsburgh teria recebido um email da equipe de Beyoncé, informando-os que a continuação para o primeiro single, "Run the World (Girls)" do álbum 4, será "Best Thing I Never Had" e que iria estrear no rádio na quarta-feira, 1 de junho de 2011". Conforme relatado, o single estreou nas emissoras de rádio dos Estados Unidos na data anunciada 8 horas da manhã. A sua arte da capa foi fotografada pela artista alemã Ellen von Unwerth, onde mostra Beyoncé posando em um banheiro em frente de um espelho. Ela está segurando um tubo de batom vermelho, que foi usado para escrever "King B" no espelho. Beyoncé está usando um vestido apertado feito pelo designer Lleah Rae. A canção foi lançado no formato de  download digital na Austrália, Canadá, Nova Zelândia, bem como nos Estados Unidos em 1 de junho de 2011 e em territórios europeus, incluindo Alemanha, em 9 de junho de 2011 e em 16 de junho na Coreia do Sul "Best Thing I Never Had" foi lançada como um single digital no Reino Unido em 03 julho de 2011, ela também foi vendida num CD single na Alemanha em 29 de julho de 2011 e em 9 de agosto no Reino Unido. Um EP Digital com remixes da canção foi disponibilizado na Austrália, Nova Zelândia, países europeus, em 2 de setembro de 2011. e na Coreia do Sul no dia 21 de setembro.

## Gravação e desenvolvimento
Patrick "J. Que" Smith, um dos compositores da canção revelou que ele foi inicialmente intimado com a perspectiva de trabalhar com Beyoncé. Depois da gravação da música, ele disse para Gyant da Black Entertainment Television como foi a sessão. Sobre a concepção de "Best Thing I Never Had", Smith disse que ele estava em Los Angeles, quando ele recebeu um telefonema de Tony Dixon, para quem ele foi escritor por anos, dizendo-lhe que eles estavam indo para fazer algum trabalho com Beyoncé. Ele foi para o estúdio em Los Angeles, onde a equipe restante o acompanhou. Durante sua viagem ao seu destino, Smith escreveu parte da música, e uma vez no estúdio, Edmonds juntou-se à sessão de gravação para adicionar sua entrada na música. Depois de mais ou menos um dia, Dixon Smith concluiu a sessão para a escrita de "Best Thing I Never Had". No entanto, Edmonds veio depois, e fez algumas modificações após ouvir a canção, como descreveu Smith: "Você sabe, uma palavra aqui, uma palavra ali, uma melodia aqui, e, de repente, o registro tinha uma vida completamente nova. Ele Babyface é absolutamente magistral em que faz. E eu estou super honrado em trabalhar com esse cara." Após a sessão no estúdio de Los Angeles com Dixon e Edmonds, Smith foi convidado para uma sessão de gravação exclusiva com a própria Beyoncé. Smith ainda mais elaborado sobre a gravação da música, bem como seu encontro com Knowles, a quem descreveu como "extremamente humildade":
| “ | Fomos para Nova Iorque e fizemos uma gravação na semana. Nós escrevemos seis canções e gravamos cinco. Quando ela [Beyoncé] ouviu "Best Thing I Never Had" ela realmente amou. Mas ainda tinha um par de coisas que ela queria alterar. Mas ela estava pulando para cima e para baixo, literalmente. Eu estava empolgado e absolutamente chocado com a forma como ela era uma bela pessoa. Eu não estava pronto para isso. Sua ética de trabalho é uma loucura. Lembro-me da noite em que ela chegou e gravou a canção, chegando ao estúdio talvez às 21:00 horas. Ela saiu do avião e entrou no estúdio, mostrei a canção. E ela adorou! Ela pulou no estúdio e gravou três outras canções naquela noite. E ela não parou até as 22:00 horas. Sendo que, sua capacidade de gravar, ainda com fome e mesmo assim absolutamente focada, vai ficar guardado em minha mente. Ela se mostrou incrivelmente grata, assim que saímos. | ” |

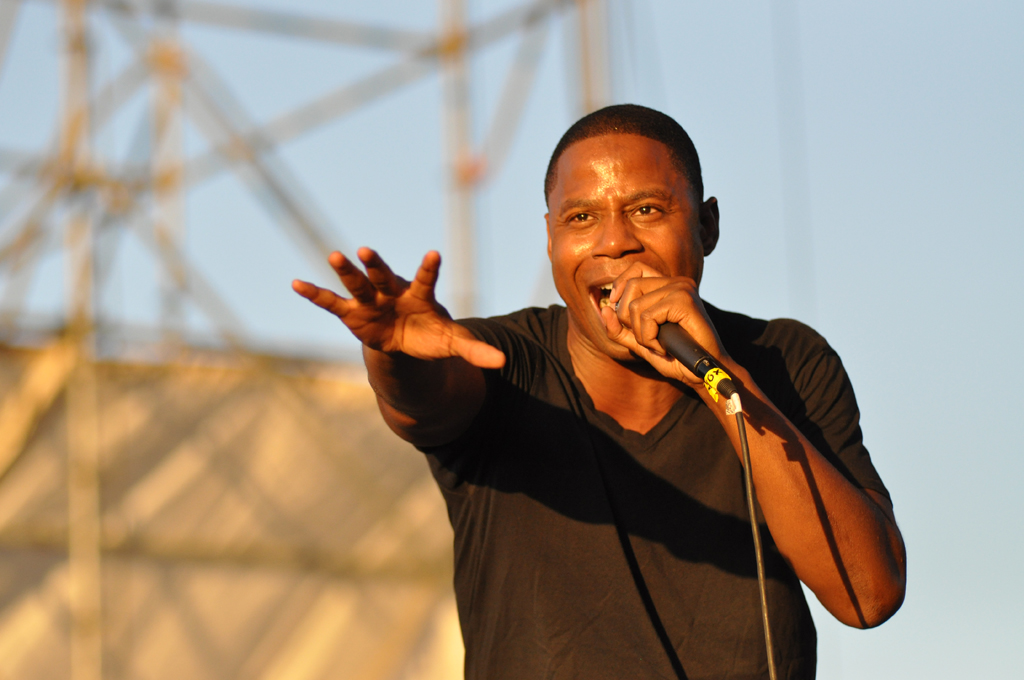
O desenvolvimento de "Best Thing I Never Had" foi motivada por "The Show", uma canção de Doug E. Fresh (na foto).

Uma semana depois de ter gravado a canção no Power 106 em Los Angeles, Smith postou a versão original de "Best Thing I Never Had" em seu site oficial, The Random Super, em 28 de julho de 2011. Ele também expressou sua gratidão porque Beyoncé e sua gravadora escolheram a sua canção para ser o segundo single do 4 descrevendo: "Eu estou tanto emocionado [e] grato que #TeamBey decidiu fazer a nossa música para single, isso soa incrível [...]." Smith afirmou que a principal inspiração para o "Best Thing I Never Had" veio da bateria da canção "The Show" de Doug E. Fresh. Ele passou a dizer que a canção não era originalmente uma balada. Na verdade, começou soando mais como um hip hop do final dos anos 1980, ao contrário da balada que é agora. Byron Flitsch da MTV ainda comentou que o objetivo de Smith foi realmente "a fim de evitar outra balada, coisa que a versão original não é [...] O delicioso piano com tom dramático é substituído por uma situação quase na linha de tambores que sai muito mais leve do que a versão lançada da música."

## Composição
"Best Thing I Never Had" é uma canção de midtempo de R&B/Pop balada com influências da música gospel. De acordo com a partitura publicada pela EMI Music Publishing, a canção é definida em tempo comum, com um ritmo moderado de 100 batimentos por minuto, e está escrito na chave de G ♭ principais. A introdução segue a progressão de acordes de G♭–C♭–E♭m–D♭, enquanto os versos seguem E♭m–G♭sus4–G♭–E♭m–D♭6–G♭sus4–G♭. Seu tema e estilo musical tem sido comparado músicas anteriores de Beyoncé, como "Irreplaceable" (2006) e "If I Were a Boy" (2008). instrumentação da canção consiste principalmente com a melodia introdutória de  um piano com algumas camadas de apoio com vocais femininos no fundo acompanhado Beyoncé. Como afirmado por Kyle Anderson da Entertainment Weekly, "Best Thing I Never Had" parece ter parcialmente formas emprestados de Celine Dion em "That's the Way It Is" (1999), e de Bruce Hornsby em "The Way It Is" (1986). Caryn Ganz de Yahoo! Music comentou que a canção tem semelhança com "A Thousand Miles" (2002) de Vanessa Carlton emparelhado com a batida de Ryan Tedder. James Dinh da MTV News acrescentou que a música soa como quando uma pessoas vai ouvir uma canção durante um musical da Broadway. Ele atribuiu isso ao fato de que Beyoncé colaborou com a banda Fela! por um par de dias para ganhar inspiração do tema da peça, o músico multi-instrumentista e compositor nigeriano, Fela Kuti.
Liricamente, "Best Thing I Never Had" é sobre a separação entre Beyoncé e seu ex-amor, adequando dissolução em ambas as partes. Em geral, o conteúdo lírico da canção gira em torno de vingança e karma, incluindo o linha de abertura: "Tudo que vai, volta (ei, meu amor)", as letras "a melhor coisa que eu já tive" e "melhor coisa que você nunca teve", bem como a linha de fechamento "chato ser você agora". feliz de ter conseguido evitar a mágoa, Beyoncé continua a cantar sobre o seu ex-amor na canção, que não reconhece como ele seria feliz com ela, até que o rompimento ocorreu. Ela admite que não o deseja mais, depois de descobrir seus caminhos enganosos; esta, sendo mostrado nas linhas de pré-refrão, bem como as linhas de refrão: "Quando penso na hora em que eu quase te amei / Você mostrou sua bunda e eu vi o verdadeiro você / Graças a Deus que você estragou tudo, agradeço a Deus por ter me esquivado da bala / Já superei você, Então, amor, é melhor cair fora / Eu queria tanto ficar com você / Mas não sinto mais isso / Porque honestamente / Você acabou por ser a melhor coisa que eu nunca tive / E sempre será a melhor coisa que você nunca teve". O segundo verso começa com Beyoncé cantando: "Tão triste, você está machucado / boo hoo [... ] "um riff de piano e bumbos" antes de dar para seu ex-amor um profundo fora", como afirma Robert Copsey da Digital Spy. Ela então entrega o coro composto por cordas. No final da canção, ela conclui: ". Aposto que é chato ser você agora", referindo-se ao seu ex-amante.

### Remix
Em 18 de agosto de 2011, o rapper e produtor Lil Jon e Shawty Putt revelaram o DJ Kontrol Remix de "Best Thing I Never Had". O remix foi feito em uma maneira de dar a canção um recurso de "funk" e "hip hop", como foi afirmado pela Rap-Up . Lil Jon mudou completamente a música misturando os vocais de Beyoncé sobre uma amostra de "Outstanding" (1982) música do grupo The Band Gap, que foi destaque do álbum Gap Band IV (1982). Esta versão de "Best Thing I Never
Had" continha recursos com tons gordos em um verso de rap por Putt. No dia 2 de setembro de 2011 foi lançado um EP digital contendo quatro remixes da canção.

## Recepção da crítica
"Best Thing I Never Had" foi geralmente bem recebida pelos críticos de música que elogiou seu recurso amigável para as rádio, vocais de Beyoncé, e especialmente, a honestidade na mensagem da canção, também foram elogiados. Kyle Anderson da Entertainment Weekly observou o desempenho gráfico moderado do single anterior, "Run the World (Girls)", antes de acrescentar: "Best Thing I Never Had" se sente como o tipo de hit crossover que irá ajudará o 4 a se juntar ao resto da discografia de Beyoncé em terras multi platinadas". Ainda fazendo referência ao anterior single, Anderson acrescentou que "Best Thing I Never Had" encontra Beyoncé no mesmo tipo da "imagem para fortalecer o poder feminino, como ela fez em 'Run the World (Girls)', mas há algo mais direto e honesto sobre as letras do novo single (talvez seja a grandeza instantânea da linha, "Quando penso no tempo que eu quase te amei / Você mostrou sua bunda e eu vi o verdadeiro você ')." observando suas semelhanças com outros singles anteriores como, "Irreplaceable" e "If I Were a Boy", Gerrick D. Kennedy do Los Angeles Times brincou com Beyoncé dizendo que ela certamente sabe "como dar um fora em um homem, com estilo." James Dinh da MTV News e Daw de Robbie de Idolator sentiu que a música tem um "apelo amigável pela rádio e um refrão cativante."  Nadine Cheung da AOL Radio elogiou o desempenho de Beyoncé e a variação vocal na canção. Jim Farber do Daily News fez eco dos sentimentos de Dinh e Daw, comentando: "Felizmente, as melodias das baladas, muitas vezes resgata seus arranjos o suficiente, que de fato, faz ganhar um airplay massivo, sendo susceptíveis de inspirar" e acrescentou: a canção "possui uma melodia crescentes e uma letra inteligente sobre o desviar de uma bola de amor do mal."

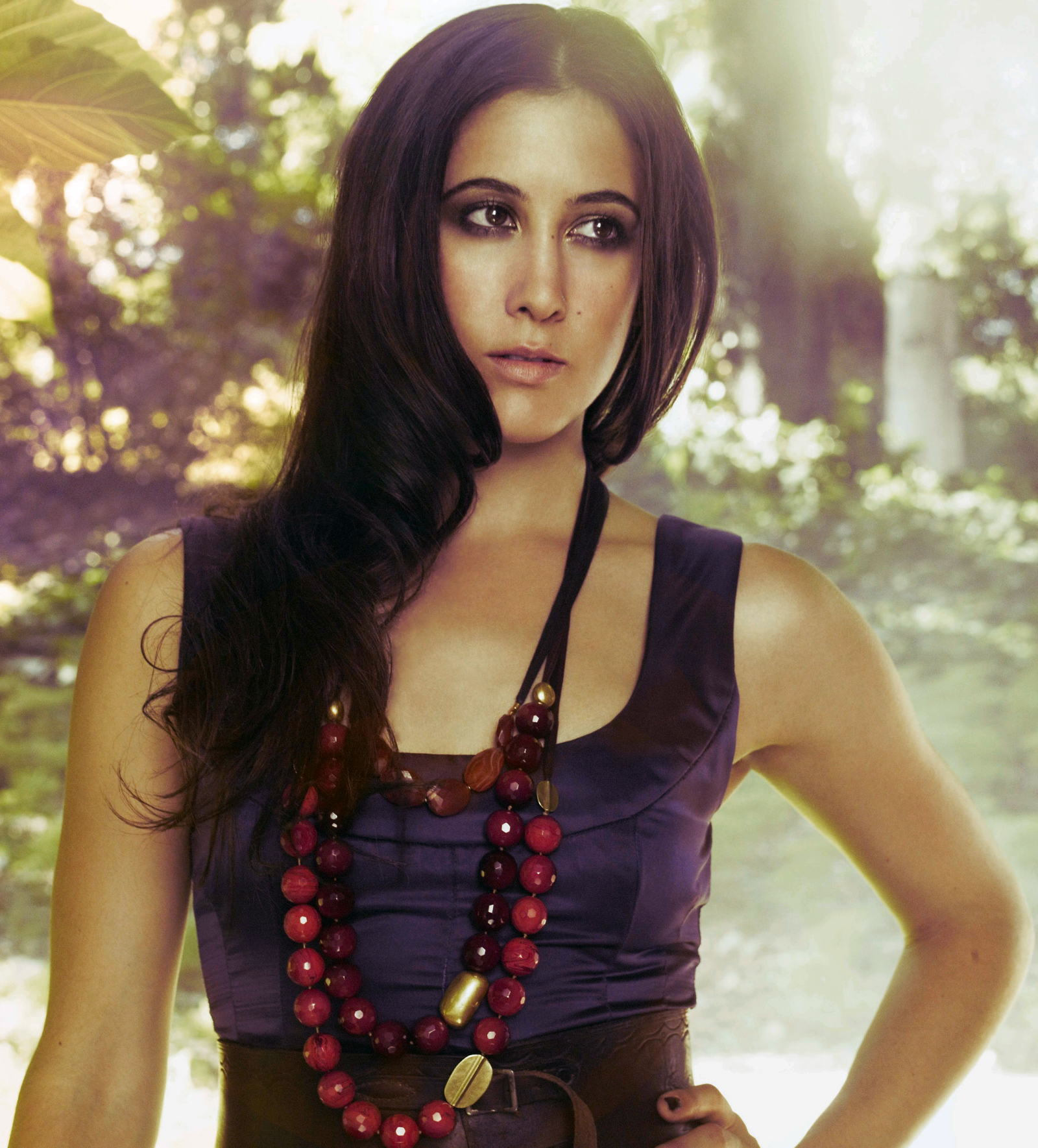
Os críticos de música notaram uma semelhança entre "Best Thing I Never Had" com "A Thousand Miles" (2002) de Vanessa Carlton (na foto).

Leah Collins da revista canadense Dose Magazine escreveu: "Irreplaceable", "Independent Women", "If I Were a Boy", poderíamos continuar [...] Beyoncé há muito tempo havia provado que ela pode escrever uma canção para todas as mulheres. Músicas que poderiam entregar um tiro de auto-estima. O mais recente single 'Best Thing I Never Had', nos leva de volta para aqueles não tão longínquos dias." Jessica Sinclair, escreveu para Long Island Press comentando que a canção tem contrastes com "Run the World (Girls)" e que "mostra um lado de Beyoncé que raramente vemos." Amos Barshad falou da mesma forma que, Joanne Dörken da MTV UK escreveu: essa canção revela "uma lado mais feroz de Beyoncé", "com seus ritmos mais rápidos e o piano agressivo, é poderoso, emocional e acima de tudo, não podemos tirá-lo de nossas cabeças!" como premiação, a canção ganhou uma classificação de quatro estrelas de cinco. Robert Copsey da Digital Spy elogiou seu conteúdo lírico, bem como o "o piano por trás". Amy Sciarretto do Pop Crush deu a música, quatro estrelas de classificação de cinco e elogiou os vocais de Beyoncé, escrito que "A Rainha B" reina novamente com outra excelente canção pop." Jon Caramainca do The New York Times escreveu que a canção tem "otimismo, e um bom piano" e que Beyoncé tem certamente um lugar no Lilith Fair.
O New York Magazine também descobriu que a música pode ser comparável com "Irreplaceable", escrevendo: "Mais uma vez, o nosso herói tem o seu tempo para demitir um ex-amante, desta vez na linguagem aceitável para uma nação de pré-adolescentes e de uma forma agradável para quem gosta de latidos em uníssono ao longo de refrões pop em ascensão." Da mesma forma, Matthew Perpetua da revista Rolling Stone escreveu que a canção poderia ser basicamente ser "Irreplaceable Parte Dois". Ele ainda elogiou o desempenho de vocal de Beyoncé, escrevendo, que "traz profundidade para uma canção simples sobre dar um fora num pretendente terrível, transmitindo uma irresistível mistura de orgulho genuína e coração partido." Rich Juzwiak do The Village Voice comentou que "Best Thing I Never Had" não é tão icônico para ser comparada a "Irreplaceable", mas nem é tão sombrio assim. Ele também elogiou o otimismo no conteúdo lírico da canção. Ricky Schweitzer de One Thirty BPM concluiu que "Best Thing I Never Had" é "muito superior à maioria do lixo sendo apresentados pelas colegas de Beyoncé."
"Best Thing I Never Had" também recebeu algumas críticas mistas, devido ao seu conteúdo lírico, que inclui as frases "mostrou sua bunda" e "chato ser você agora". David Amidon do PopMatters escreveu que "a preguiça revela-se em outros lugares, como o conteúdo das letras de  "Best Thing I Never Had", em 'mostrou sua bunda'  proclama o antagonista e Beyoncé confiantemente". ele deve sugar para ser você '"Ele concluiu dizendo que" [nós] estamos se perguntando como tais letras poderiam ser cantadas com tal fervor ". Da mesma forma, Embling de Tiny Mix Tapes comentou: "[...] Não que a Beyoncé esteja velha, mais ela está menos polida a não espreitar através da cortina de maturidade ao longo do tempo. Quando ela canta as palavras 'É chato ser você agora' no 'Melhor coisa que eu nunca tinha", é difícil não imaginar uma menina num colegial dizendo dando um fora em seu namorado num playground" Ele também comparou a música com as baladas de Whitney Houston. Alexis Petridis do The Guardian afirmou que "Best Thing I Never Had", "é a coisa mais interessante sobre o que é a imagem curiosa conjugando uma boa letra e refrão". Tudo estava indo bem, aparentemente, até que o protagonista ex-amorada 'mostrou sua bunda'", dando um pequeno ponto negativo a música.

### Reconhecimentos
No dia 17 de dezembro de 2011, Dan Hancox da revista The Guardian colocou "Best Thing I Never Had" na quarta posição na lista de melhores canções do ano.

## Desempenho
Nos gráficos datados em 18 junho de 2011, "Best Thing I Never Had" estreou no número 84 no gráfico americano Billboard Hot 100, e, no número 53 no Hot R&B/Hip-Hop Songs, onde foi a maior estreia da semana. Na semana seguinte, a canção chegou ao número 75 na parada Billboard Hot 100. Continuando a sua ascensão, a partir do número 58 ao número 29 no gráfico em 16 de julho de 2011, durante a semana de lançamento do álbum de Beyoncé, 4. Quatro semanas mais tarde, a canção entrou no top 20, passando de número 25 para o número 19. Para a semana que terminava em 13 de agosto de 2011, o a canção atingiu seu pico, no número 16. Além disso, a canção também chegou ao número um no Hot Dance Club Songs no dia 10 de setembro de 2011. Para a semana terminando 24 setembro de 2011, a canção alcançou o topo da Nielsen Broadcast Data Systems (BDS) gráfico do airplay urbano com 3.765 execuções, que transitou em 22.033.000 ouvintes. A canção alcançou o pico no número quatro no Hot R&B/Hip-Hop Songs.
Para a semana que terminou em 18 junho de 2011, "Best Thing I Never Had" estreou no primeiro lugar do South Korea Gaon International Chart com as vendas digitais de 85.742 cópias. Na semana seguinte, manteve a sua posição no número um em vendas duas vezes maior, crescendo para 174.773 cópias digitais. Em 13 de junho de 2011, a canção estreou no número 29 no ARIA Singles Chart na Austrália. Depois de ter caído e subido na parada, nas próximos cinco semanas, o single chegou ao top 20 em 25 de julho de 2011, movendo-se para o número 18 na parada de singles australiano. Em 1 de agosto de 2011, a canção chegou ao número 17 no ARIA Singles Chart e em número seis no gráfico de R&B. "Best Thing I Never Had" foi disco de ouro pela Australian Recording Industry Association (ARIA), em 24 de julho de 2011. O single estreou no New Zealand Singles Chart em 26 de junho de 2011. Em sua quinta semana na parada, ele chegou ao seu pico no número cinco. Em 14 de agosto de 2011, a canção, foi disco de ouro pela Recording Industry Association of New Zealand (RIANZ).
Antes do lançamento oficial da música no Reino Unido, "Best Thing I Never Had" estreou no número três no UK Singles Chart e número dois no  UK R&B Chart em 4 de julho de 2011, vendendo 51.365 cópias esta semana. Alan Jones do Music Week atribuiu as altas vendas da canção, pela performance da canção no Festival de Glastonbury 2011 em 26 de junho de 2011. A canção tornou-se o décimo sexto hit top 10 de Beyoncé no Reino Unido como artista solo, e o melhor desempenho na parada desde "If I Were a Boy" que chegou ao número um em novembro de 2008. O single alcançou a posição número um no UK Chart Airplay com mais de 71.580 mil impressões ouvinte em 24 de julho de 2011. Tornando-se seu quarto single número um nesta parada como um artista solo, e em sétimo lugar, contando seus singles com as Destiny's Child. Na Irlanda, a canção fez sua estreia no número 35 em 16 de junho 2011. Semanas depois ele entrou no top 10, movendo-se para o número seis. "Best Thing I Never Had" chegou a número dois no Irish Singles Chart em 21 de julho de 2011, sendo este seu pico.  Em julho de 2011 a revista Billboard listou "Best Thing I Never Had" como o vigésimo-nono maior sucesso da carreira de Beyoncé. Até dezembro de 2011, a canção vendeu 829,000 mil downloads pagos nos Estados Unidos.

## Videoclipe

### Antecedentes

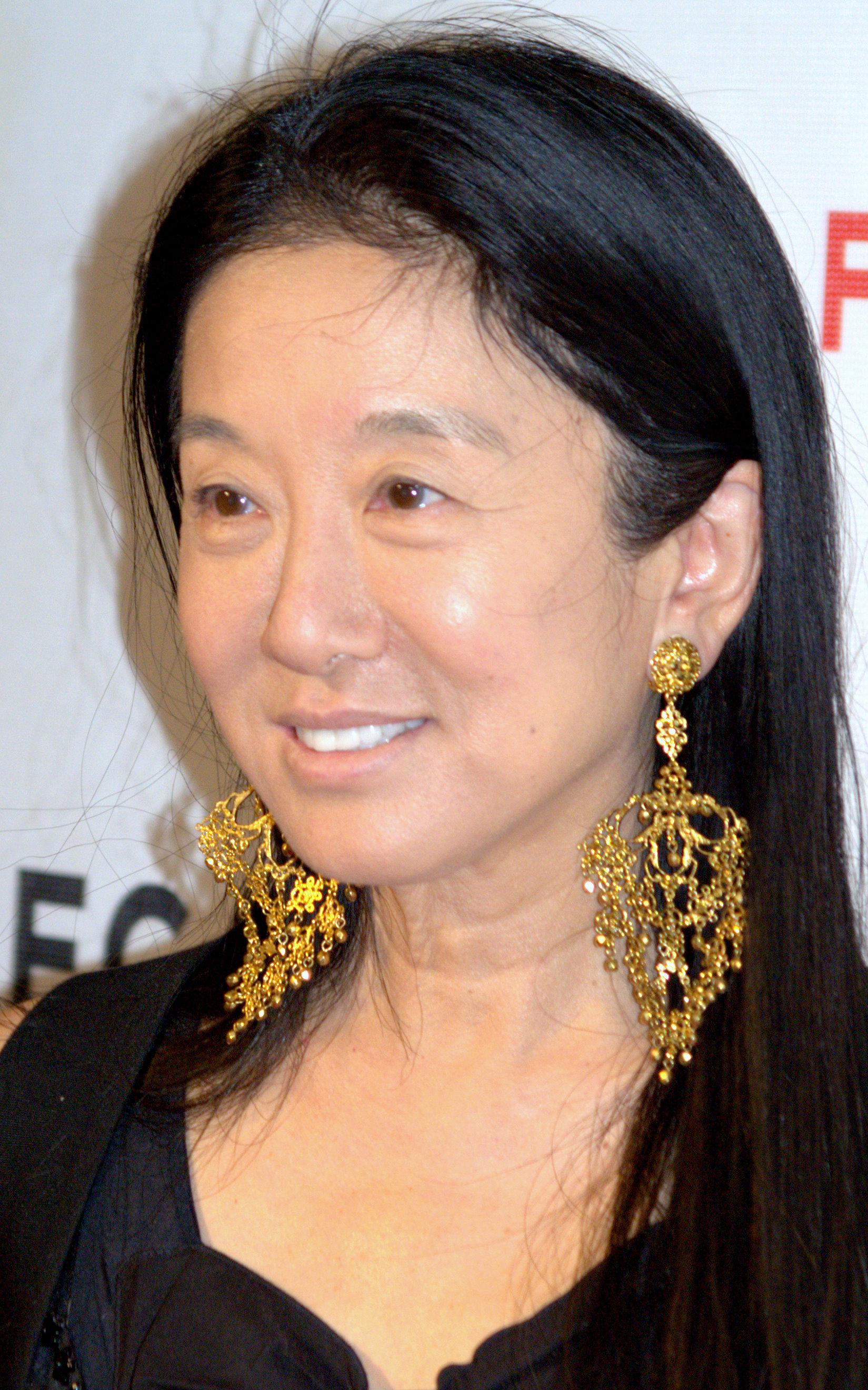
Vera Wang (na foto) desenhou o vestido que Beyoncé usa no vídeo da música.

O vídeo da música para "Best Thing I Never Had" foi dirigido por Diane Martel, e foi filmado no Condado de Westchester em 15 de junho de 2011 e em Fort Greene, no Brooklyn, em 16 de junho de 2011. Em 20 de junho de 2011, foi revelado que Beyoncé não seria a rainha do baile no vídeo da música. Beyoncé disse que "não sendo rainha do baile no vídeo me lembrou de como eu nunca usei a cobiçada tiara em sua própria high school dance." No entanto, ela acrescentou que era de fato "estranho" não ter seu verdadeiro pai, Mathew Knowles, para levá-la até o altar na cena do casamento, que foi filmado em Sleepy Hollow em 15 de junho de 2011, porque ela foi levada até o altar por seu pai quando se casou com Jay-Z, em abril de 2008. Em 20 de julho de 2011,Beyoncé sentou-se para uma entrevista com o Access Hollywood, onde ela falou sobre o conjunto de seu vídeo para "Best Thing I Never Had":
| “ | Foi um pouco estranho. E, definitivamente, quando eu andava pelo tapete até o altar, eu era como [...] 'Esse é assustador - há outro homem ali!' Foi muito bonito. As pessoas eram todas muito animadas como foi realmente em meu casamento. Minha mãe era estava no tipo, 'Awwnn, e eu estava tipo: 'Mãe, é só um vídeo. Este não é meu vestido. Este não é o meu casamento real". "Mas eu acho que é apenas um daqueles momentos que cada tipo de mulher fantasia e revive. | ” |

Ela também falou sobre o vestido de noiva que ela usa no vídeo. Ela disse que era um vestido Barachi que ela viu numa vitrine cerca de um ano atrás, quando ela estava no Grammy Award. Antes de gravar o vídeo da canção, Beyoncé se lembrou do vestido, que ela descreveu como "uma fantasia bonita", então sua equipe foi chamada e eles ainda tinham o vestido. O último foi emparelhado com uma tiara de Lorraine Schwartz, e Beyoncé acrescentou que o conjunto elegante a fez se sentir "como a realeza ... como uma rainha." Na verdade, um colar que Schwartz transformou nessa coroa. Beyoncé também disse que as núpcias vídeo da música foram surpreendentemente mais caótico do que o seu casamento de verdade em 2008 com Jay-Z: "Este pode ter sido um pouco mais louco, na verdade eu tinha que cantar ao mesmo tempo." Além disso, o vestido marfim de decote em V drapeado que Beyoncé usa no vídeo da música foi projetado pela designer chino-americana de moda, Vera Wang. O vídeo estreou online as 20:00 em 7 de julho de 2011.

### Sinopse

Beyoncé e seu noivo na cerimônia de casamento dos dois.

O vídeo da música começa com Beyoncé se preparando para sua cerimônia de casamento usando uma langerie com sintas ligas. Quando a canção começa, Beyoncé olha para a câmera dirigindo as palavras para o espectador, ao mesmo tempo afirmando o tema da canção que ela era o melhor que já tive. Após a cena o vídeo troca para Beyoncé brincando com uma tiara e um véu de noiva em uma cama.. No meio há um corte rápido para imagens de um vídeo de um antigo namorado da escola secundária onde Beyoncé estudou, na noite de um baile de formatura onde Beyoncé tinha 17 anos em 1998. Beyoncé dança com o seu namorado, quando ele se interessa por outra garota, deixando ela sozinha na pista de dança.
O vídeo, em seguida, retorna à cena presente, mostrando Beyoncé em sua preparação final antes que ela caminhe até o altar no dia de seu casamento. Ela canta ao pôr do sol no topo de uma colina com um vasto gramado, com um vestido branco, depois de uma caminhada até o altar para a  troca de votos. A cena final mostra o seu ex-namorado no baile de formatura pensando, com o sua coroa de "Rei do Baile". Em contraste, Beyoncé e seu marido recém-casado é visto comemorando em uma recepção alegre. O noivo tira a sinta-liga  da noiva com os dentes e então eles começam a dançar com os seus membros mais jovens da família. A cena final apresenta Knowles olhando para a câmera, com um olhar de total satisfação e felicidade. Ela então sai com confiança, para a segunda parte da festa de seu casamento e novo marido, e depois a tela escurece.

### Recepção
Adam B. Vary do Entertainment Weekly disse que no vídeo Beyoncé foi "em seu pico no esgueirar da voz, nos olhares, no gosto em vestidos de casamento opulento" A revista Rolling Stone encontra Beyoné num "olhar deslumbrante em uma suite nupcial" e acrescentou que "a coisa mais negativa sobre o clipe é que ela canta diretamente para a câmera". Leah Collins do The Vancouver Sun disse que o vídeo é "uma fantasia de casamento - possivelmente um pouco mais luxuoso do que as núpcias da vida real entre Beyonce e Jay-Z." Sarah Anne Hughes do The Washington Post elogiou os vestidos "extravagantes" de Beyoncé no vídeo acrescentando que a única "desvantagem" é que não há dança." Kara Warner da MTV News chamou as músicas "Run the World (Girls)" e "Best Thing I Never Had" diferentes como a noite e o dia, acrescentando que a mesma coisa aconteceu com seus vídeos musicais. Ela explicou: "Onde 'Run the World (Girls)" é feroz, alegre e explosivo, "Best Thing I Never Had" também é forte, mas mais suave e lento." Werner ainda elogiou o "lindo vestido" de Beyoncé no vídeo e acrescentou que "provavelmente vai pousar em um estilo de alguns blogs em breve, dada a seus detalhes bordados e jóias, para não mencionar os laços de seda" Andrea Magrath da Daily Mail comparou Beyoncé com Maria von Trapp no vídeo.
Erika Ramirez da revista Billboard elogiou o vídeo acrescentando: "é melhor maneira de mostrar  para o seu ex que ele é a melhor coisa que eu nunca tive" e "a alguém maior e melhor em um vestido de casamento Baracci Beverly Hills." Bill Lamb do About.com chamou o vídeo de "belíssimo" e elogiou a sua conceito "simples". Ele ainda acrescentou: "É o visual exuberante de Beyoncé preparando para o evento que são os mais impressionantes." Gordon Smart do The Sun elogiou o espartilho branco que Beyoncé usa no vídeo e chamou-lhe de "sexy". Além disso, ele concluiu que "a sua ex vai se sentir um pouco chateada de vê-lo quando ele se lembra que ela está o perdendo." Ashleigh Rainbird do jornal Daily Mirror encontra Beyoncé em um "olhar sexy com uma calcinha branca rendada e maquiagem - e mais tarde em um vestido de um grande casamento de estilo cigano." O video da música chegou ao número um na carta Airplay TV do Reino Unido, registrando 634 execuções em 24 de julho de 2011.

### Versão alternativa
Em 26 de julho de 2011, Beyoncé anunciou planos para fazer um vídeo alternativo para a música. Ela pediu a seus fãs para enviar fotos de seus próprios casamentos ou experiências no dia de um baile, que será incluída em uma versão re-editada do vídeo. O vídeo alternativo foi lançado oficialmente no dia 11 de outubro de 2011.

## Performances ao vivo

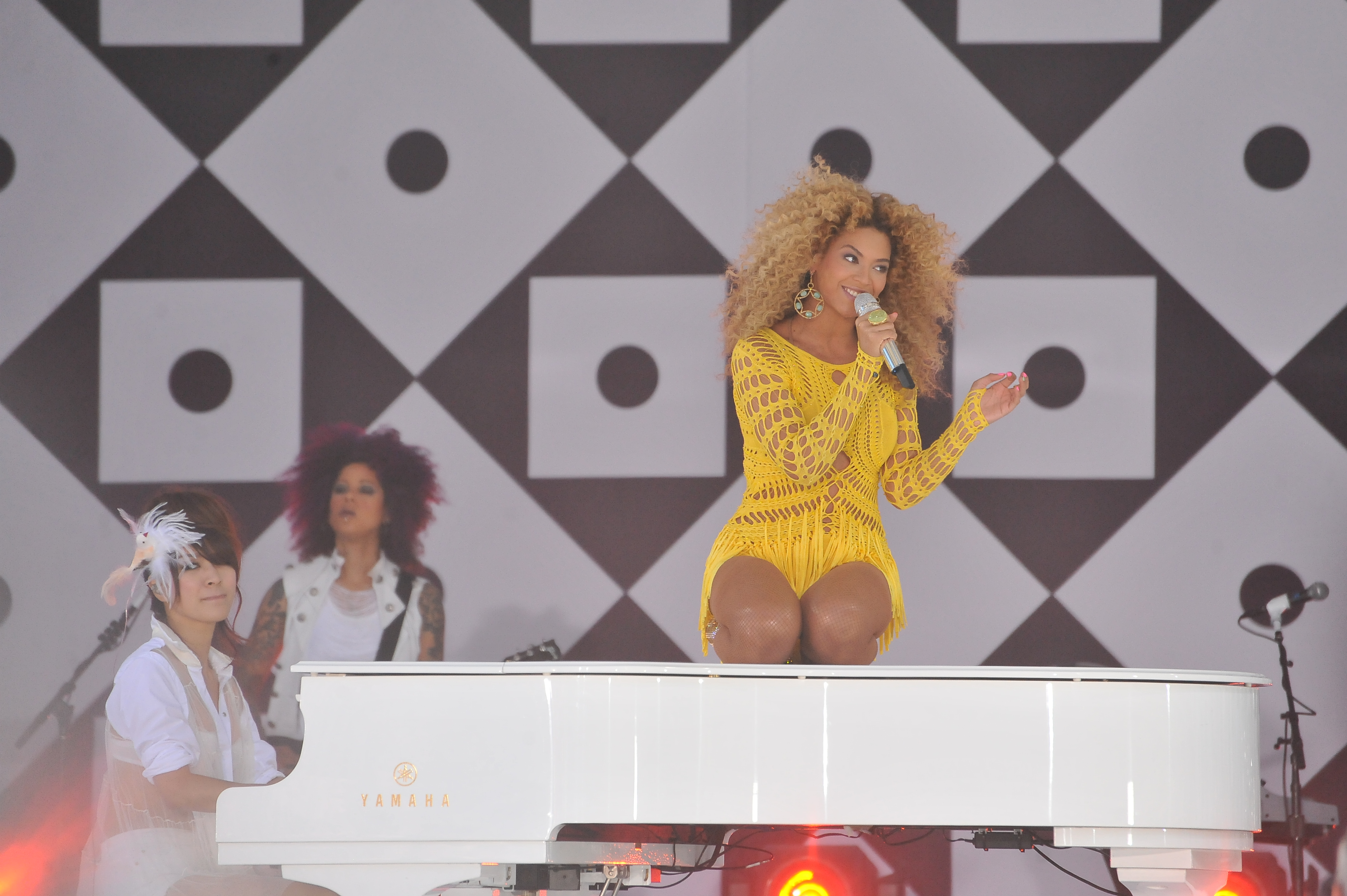
Beyoncé performando no Good Morning America Summer Concert Series.

Usando um vestido de franja rosa, Beyoncé apresentou "Best Thing I Never Had" ao vivo pela primeira vez durante seu show no Palais Nikaia em Nice, França em 20 de junho de 2011. Servindo como o ato de encerramento no Festival de Glastonbury 2011 em 26 de junho de 2011, Beyoncé se tornou a primeira artista solo feminina da história da do festival a ser atração principal do palco Pyramid em mais de 20 anos. Beyoncé, usando um decotado paletó com lantejoulas douradas, cantou a música como a quarta canção da lista de faixas dos 90 minutos do show. Uma performance pré-gravada de Beyoncé cantando "Best Thing I Never Had" no Festival de Glastonbury foi transmitido durante o BET Awards de 2011 nos Estados Unidos mais tarde no mesmo dia. Em 28 de junho de 2011, Beyoncé apresentou a canção na final do X Factor na França.
Em 1 de julho de 2011, Beyoncé fez um concerto gratuito no Good Morning America como parte de sua série de Concertos de Verão, para o qual ela usava um vestido de franjas amarelas, com estiletes douradas. O show incluiu "Best Thing I Never Had". Poucos dias depois, Beyoncé cantou a música no Macy's 35th Annual July 4 Fireworks Spectacular. Ela subiu ao palco, vestido vestido preto para executar a canção na frente de uma platéia que incluía homens e mulheres das forças armadas.
Ela também cantou a música no programa de televisão The View e no Late Night with Jimmy Fallon. Durante o desempenho no Late Night with Jimmy Fallon , Beyoncé estava com vestido branco e apoiada pela banda da The Roots. Beyoncé cantou a música de três maneiras: primeiro com sua versão do álbum, então ela acrescentou um pouco de funked para o segundo verso, antes de acabar a apresentação cantou na forma jazzy, como afirma Brad Wete da revista Entertainment Weekly, que chamou seus vocais de "impecável". Além disso, Caroline Shin do New York Magazine descreveu sua performance como "poderosa". Beyoncé depois executou "Best Thing I Never Had" em 14 agosto de 2011 durante a seu show intimista 4 Intimate Nights with Beyoncé realizada no Roseland Ballroom, em Nova Iorque. Usando um vestido dourado, ela cantou a música na frente de 3.500 pessoas ela foi acompanhada por sua banda só de mulheres e suas backing vocal, chamado de The Mamas.
No dia 4 de dezembro de 2011 foi transmitido na televisão britânica ITV uma performance pré-gravada da canção no programa A Night with Beyoncé. Nesta ocasião, Beyoncé performou a canção usando uma saia de couro vermelho queimado acompanhado por uma blusa corset de brinze com corte metálico, enfeitado com vários cristais Swarovski personalizados pelo estilista Ralph & Russo.

## Elogios
No dia 29 de dezembro de 2011, o Virgin Group listou o videoclipe como o sexto melhor do ano. No mesmo mês, a revista Az Central colocou o videoclipe no Top 30 Music Videos Of 2011 na décima-terceira posição.
O site AOL listou a "Best Thing I Never Had" como a décima quinta melhor música pop e nona melhor canção de R&B de 2011.

## Versão cover
Nós estamos muito ansiosos pelo 4, novo álbum de Beyoncé. Esta canção é um dos nossos singles favoritos do álbum! e naturalmente, nós tivemos que dar o nosso próprio toque nela. Sabemos que os caras podem fazer! Há um monte de erros nos relacionamentos, mas também sabemos as moças às vezes podem as únicas responsáveis por isso. Mas como diz a canção, às vezes, todos nós passamos por coisas nos relacionamentos porque tudo é por uma razão.

O grupo Amhir comentando sobre sua versão cover da música.
No dia 24 de junho de 2011, o grupo Ahmir lançou uma versão cover da música intitulada "Best Thing She Never Had", o grupo também fez um videoclipe para a canção. No dia 13 de outubro de 2011 por Craig Colton no programa The X Factor do Reino Unido na segunda semana da oitava temporada do programa. Esta versão cover da música ajudou nas vendas da versão original onde a canção saltou do número 38 para o número 27 no UK Singles Chart no dia 16 de outubro de 2011.
O grupo de inglês The Horrors, fez uma versão cover da canção durante o Live Lounge na BBC Radio 1 em outubro de 2011. Chris Coplan do Consequence of Sound escreveu: "Esta foi a reformulação da canção do hino feroz para uma decididamente outro estilo, os rapazes atingiram o equilíbrio perfeito entre o tom suave da versão original e seu próprio som deprimente." Krissi Murison de NME declarou que "Desafiando a expectativa de mais um manifesto de The Horrors, mas esta última reviravolta chocante, até mesmo para os seus padrões, Faris Badwan cantando Beyoncé no Live Lounge para Fearne Cotton. O resultado? Sem dúvida, o shoegaze mais psicodélico que a canção nunca teve."

## Faixas e formatos
| Single digital |                          |                                                                       |         |  |
| N.º            | Título                   | Compositor(es)                                                        | Duração |  |
| 1.             | "Best Thing I Never Had" | Beyoncé Knowles, Kenneth "Babyface" Edmonds, Shea Taylor e S1 & Caleb | 4:14    |  |

| CD Single |                                            |                                                                             |         |  |
| N.º       | Título                                     | Compositor(es)                                                              | Duração |  |
| 1.        | "Best Thing I Never Had"                   | Beyoncé Knowles, Kenneth "Babyface" Edmonds, Shea Taylor e S1 & Caleb       | 4:14    |  |
| 2.        | "Run the World (Girls) (Kaskade Club Mix)" | Nash, Beyoncé Knowles, Nick van de Wall, Pentz, David Taylor, Adidja Palmer | 5:03    |  |

| EP digital - Remixes |                                                               |         |  |
| N.º                  | Título                                                        | Duração |  |
| 1.                   | "Best Thing I Never Had" (Gareth Wyn Remix)                   | 6:33    |  |
| 2.                   | "Best Thing I Never Had" (Olli Collins & Fred Portelli Remix) | 6:23    |  |
| 3.                   | "Best Thing I Never Had" (Billionaire Remix)                  | 4:40    |  |
| 4.                   | "Best Thing I Never Had" (Moguai Remix)                       | 6:17    |  |

## Créditos
Os créditos retirados do encarte do 4.
| - Val Brathwaite – assistente de mixagem - Antonio Dixon – produtor, escritor - Kenneth "Babyface" Edmonds – produtor, escritor - Gloria Kaba – assistente de engenharia acústica - Beyoncé Knowles – vocais, produtor musical, escritor - Caleb McCampbell – produtor, escritor - Tony Maserati – mixer | - Serge Nudel – engenheiro assistente - Symbolyc One – produtor, escritor - Rob Suchecki – guitarrista - Patrick "J. Que" Smith – escritor - Shea Taylor – produtor, escritor - Pete Wolford – engenheiro assistente - Jordan "DJ Swivel" Young – gravação |

## Prêmios
No dia 20 de outubro de 2011, a canção recebeu indicação na categoria Record of the Year no Soul Train Music Awards, e na categoria Outstanding Song no NAACP Image Awards de 2012.
| Ano  | Prêmio                           | Categoria                       | Resultado |
| ---- | -------------------------------- | ------------------------------- | --------- |
| 2011 | Soul Train Music Awards          | Record of the Year              | Indicado  |
| 2012 | NAACP Image Awards               | Outstanding Song                | Indicado  |
| 2012 | ASCAP Rhythm & Soul Music Awards | Award Winning R&B/Hip-Hop Songs | Venceu    |
| 2012 | Vevo                             | Certified Award                 | Venceu    |

## Posições e certificações
| País           | Parada musical (2011)      | Melhor posição |
| -------------- | -------------------------- | -------------- |
| África do Sul  | South Africa Airplay Chart | 2              |
| Alemanha       | German Singles Chart       | 29             |
| Austrália      | Australian Singles Chart   | 17             |
| Austrália      | Urban Singles Chart        | 6              |
| Áustria        | Austrian Singles Chart     | 39             |
| Bélgica        | Flandres Singles Chart     | 50             |
| Bélgica        | Valônia Tip Chart          | 8              |
| Canadá         | Canadian Hot 100           | 27             |
| Coreia do Sul  | Gaon International Chart   | 1              |
| Dinamarca      | Danish Singles Chart       | 24             |
| Estados Unidos | Billboard Hot 100          | 16             |
| Estados Unidos | Hot R&B/Hip-Hop Songs      | 4              |
| Estados Unidos | Pop Songs                  | 15             |
| Estados Unidos | Hot Dance Club Songs       | 1              |
| Estados Unidos | Rhythmic Top 40            | 7              |
| Eslováquia     | Slovak Airplay Chart       | 2              |
| Espanha        | Spanish Singles Chart      | 46             |
| União Europeia | Euro Digital Tracks        | 5              |
| França         | French Singles Chart       | 61             |
| Hungria        | Hungrian Singles Chart     | 18             |
| Irlanda        | Irish Singles Chart        | 2              |
| Japão          | Japan Hot 100              | 14             |
| Nova Zelândia  | New Zealand Singles Chart  | 5              |
| Países Baixos  | Dutch Top 40               | 23             |
| Países Baixos  | Dutch Urban Chart          | 4              |
| Polónia        | Polish Airplay Chart       | 2              |
| Portugal       | Portugal Digital Songs     | 8              |
| Portugal       | Top 30 Ring Tones          | 11             |
| Reino Unido    | UK Singles Chart           | 3              |
| Reino Unido    | UK R&B Chart               | 1              |
| Chéquia        | Czech Airplay Chart        | 29             |
| Rússia         | Russian Singles Chart      | 9              |
| Suécia         | Swedish Singles Chart      | 44             |
| Suíça          | Swiss Singles Chart        | 35             |
| Mundo          | Global Dance Tracks        | 30             |

| País          | Parada musical (2011)    | Melhor posição |
| ------------- | ------------------------ | -------------- |
| Brasil        | Brasil Hot 100 Airplay   | 42             |
| Brasil        | Hot Pop Songs            | 16             |
| Coreia do Sul | Gaon International Chart | 1              |

| Tabelas musicais (2011)              | Posição |
| ------------------------------------ | ------- |
| Austrália - Australian Singles Chart | 90      |
| Austrália - Urban Singles Chart      | 35      |
| Brasil - Brasil Hot 100              | 91      |
| Estados Unidos - Billboard Hot 100   | 86      |
| Estados Unidos - R&B/Hip-Hop Songs   | 25      |
| Estados Unidos - Rhythmic Songs      | 36      |
| Reino Unido - UK Singles Chart       | 32      |
| Reino Unido - UK R&B Chart           | 6       |

| País / Certificadora  | Certificações |
| --------------------- | ------------- |
| Austrália / ARIA      | Platina       |
| Canadá / Music Canada | Ouro          |
| Estados Unidos / RIAA | Platina       |
| Nova Zelândia / RIANZ | Ouro          |
| Suécia / IFPI         | Platina       |

### Precessão e sucessão
| Gráficos de sucessão                                                   | Gráficos de sucessão                                                                                | Gráficos de sucessão                                               |
| ---------------------------------------------------------------------- | --------------------------------------------------------------------------------------------------- | ------------------------------------------------------------------ |
| Precedido por "Every Teardrop Is a Waterfall" por Coldplay             | Primeira posição na Gaon International Chart da Coreia do Sul 18 de junho — 25 de junho de 2011     | Sucedido por "Moves Like Jagger" por Maroon 5 e Christina Aguilera |
| Precedido por "Put Your Hands Up (If You Feel Love)" por Kylie Minogue | Primeira posição na Hot Dance Club Songs nos Estados Unidos 10 de Setembro — 17 de Setembro de 2011 | Sucedido por "Talking to the Universe" por Ono                     |
| Precedido por "How We Hall" por Loick Essien e Tanya Lacey             | Primeira posição na UK R&B Chart do Reino Unido 23 de julho — 30 de julho de 2011                   | Sucedido por "She Makes Me Wanna" por JLS e Dev                    |
| Precedido por "Don't Wanna Go Home" por Jason Derülo                   | Primeira posição na VH1 Urban Chart do Reino Unido 23 de julho — 30 de julho de 2011                | Sucedido por "She Makes Me Wanna" por JLS e Dev                    |

## Histórico de lançamento
| Single digital | Single digital      | Single digital |
| País           | Data                | Gravadora      |
| -------------- | ------------------- | -------------- |
| Austrália      | 1 de Junho de 2011  | Sony Music     |
| Canadá         | 1 de Junho de 2011  | Sony Music     |
| Nova Zelândia  | 1 de Junho de 2011  | Sony Music     |
| Estados Unidos | 1 de Junho de 2011  | Sony Music     |
| Alemanha       | 9 de Junho de 2011  | Sony Music     |
| Bélgica        | 9 de Junho de 2011  | Sony Music     |
| Brasil         | 9 de Junho de 2011  | Sony Music     |
| Áustria        | 9 de Junho de 2011  | Sony Music     |
| Canadá         | 9 de Junho de 2011  | Sony Music     |
| Chipre         | 9 de Junho de 2011  | Sony Music     |
| Dinamarca      | 9 de Junho de 2011  | Sony Music     |
| Espanha        | 9 de Junho de 2011  | Sony Music     |
| Estónia        | 9 de Junho de 2011  | Sony Music     |
| Eslováquia     | 9 de Junho de 2011  | Sony Music     |
| França         | 9 de Junho de 2011  | Sony Music     |
| Finlândia      | 9 de Junho de 2011  | Sony Music     |
| Grécia         | 9 de Junho de 2011  | Sony Music     |
| Países Baixos  | 9 de Junho de 2011  | Sony Music     |
| Irlanda        | 9 de Junho de 2011  | Sony Music     |
| Itália         | 9 de Junho de 2011  | Sony Music     |
| Letônia        | 9 de Junho de 2011  | Sony Music     |
| Lituânia       | 9 de Junho de 2011  | Sony Music     |
| Luxemburgo     | 9 de Junho de 2011  | Sony Music     |
| Malta          | 9 de Junho de 2011  | Sony Music     |
| México         | 9 de Junho de 2011  | Sony Music     |
| Noruega        | 9 de Junho de 2011  | Sony Music     |
| Portugal       | 9 de Junho de 2011  | Sony Music     |
| Chéquia        | 9 de Junho de 2011  | Sony Music     |
| Suécia         | 9 de Junho de 2011  | Sony Music     |
| Suíça          | 9 de Junho de 2011  | Sony Music     |
| Coreia do Sul  | 16 de Julho de 2011 | Sony Music     |
| Reino Unido    | 3 de Julho de 2011  | Sony Music     |

| EP digital                                      | EP digital             | EP digital          |
| País                                            | Data                   | Gravadora           |
| ----------------------------------------------- | ---------------------- | ------------------- |
| Alemanha                                        | 2 de Setembro de 2011  | Sony Music          |
| Austrália                                       | 2 de Setembro de 2011  | Sony Music          |
| Áustria                                         | 2 de Setembro de 2011  | Sony Music          |
| Bulgária                                        | 2 de Setembro de 2011  | Sony Music          |
| Brasil                                          | 2 de Setembro de 2011  | Sony Music          |
| Canadá                                          | 2 de Setembro de 2011  | Sony Music          |
| Chipre                                          | 2 de Setembro de 2011  | Sony Music          |
| Dinamarca                                       | 2 de Setembro de 2011  | Sony Music          |
| Espanha                                         | 2 de Setembro de 2011  | Sony Music          |
| Estónia                                         | 2 de Setembro de 2011  | Sony Music          |
| França                                          | 2 de Setembro de 2011  | Sony Music          |
| Finlândia                                       | 2 de Setembro de 2011  | Sony Music          |
| Grécia                                          | 2 de Setembro de 2011  | Sony Music          |
| Países Baixos                                   | 2 de Setembro de 2011  | Sony Music          |
| Irlanda                                         | 2 de Setembro de 2011  | Sony Music          |
| Itália                                          | 2 de Setembro de 2011  | Sony Music          |
| Letônia                                         | 2 de Setembro de 2011  | Sony Music          |
| Lituânia                                        | 2 de Setembro de 2011  | Sony Music          |
| Luxemburgo                                      | 2 de Setembro de 2011  | Sony Music          |
| México                                          | 2 de Setembro de 2011  | Sony Music          |
| Noruega                                         | 2 de Setembro de 2011  | Sony Music          |
| Portugal                                        | 2 de Setembro de 2011  | Sony Music          |
| Suécia                                          | 2 de Setembro de 2011  | Sony Music          |
| Suíça                                           | 2 de Setembro de 2011  | Sony Music          |
| Nova Zelândia                                   | 2 de Setembro de 2011  | Sony Music          |
| Chéquia                                         | 2 de Setembro de 2011  | Sony Music          |
| Reino Unido                                     | 2 de Setembro de 2011  | Sony Music          |
| Coreia do Sul                                   | 21 de Setembro de 2011 | Sony Music          |
| CD single                                       |                        |                     |
| País                                            | Data                   | Gravadora           |
| style="text-align:center;"\|29 de Julho de 2011 | Sony Music             |                     |
| Reino Unido                                     | Sony Music             | 9 de Agosto de 2011 |